# Werner Müller-Esterl

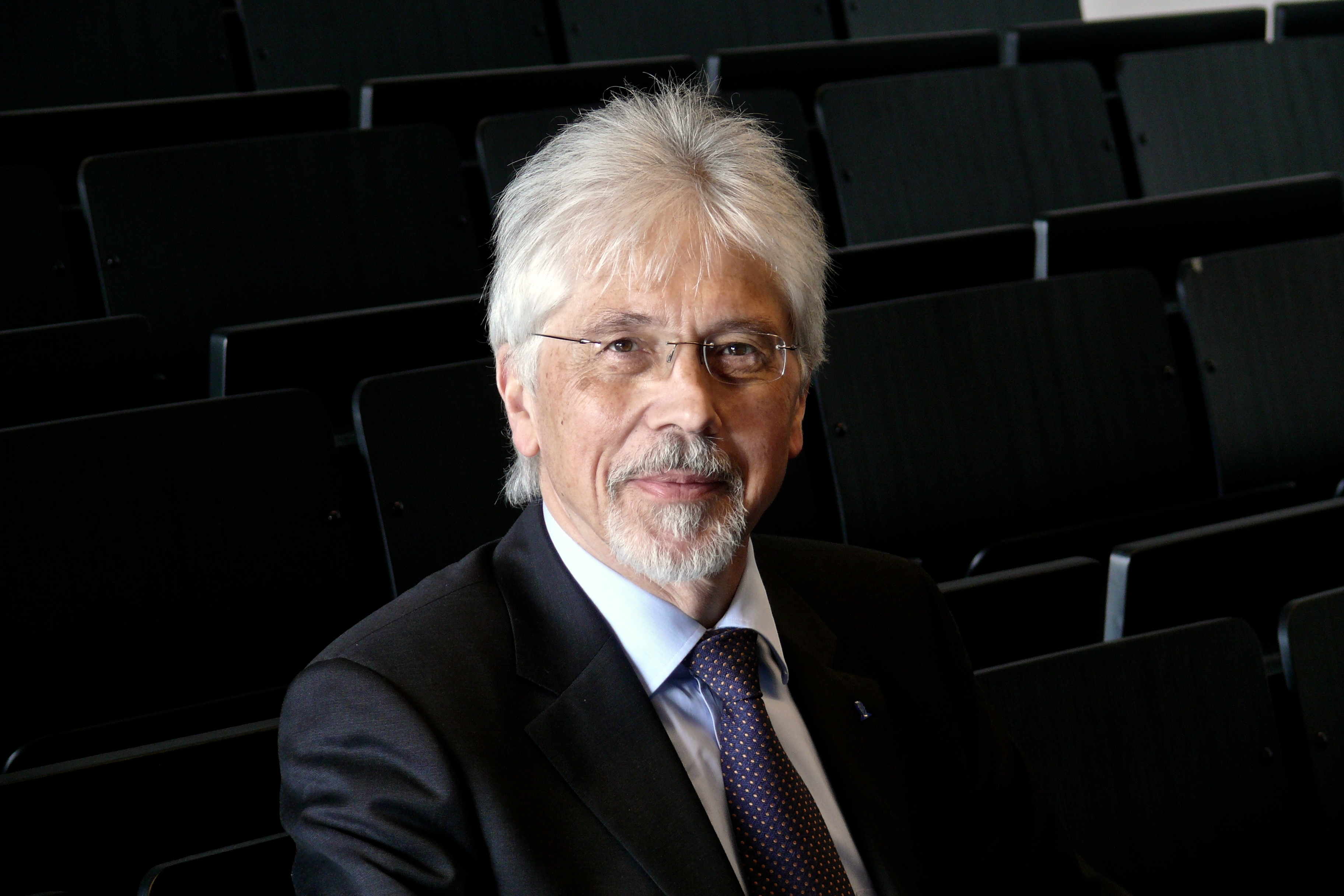
Werner Müller-Esterl 2009

Werner Müller-Esterl (* 13. Juli 1948 in Bonn) ist emeritierter Professor für Biochemie an der Goethe-Universität Frankfurt am Main (GU) und war von 2009 bis 2014 deren siebter Präsident.

## Leben
Müller-Esterl studierte an der Friedrich-Wilhelms-Universität Bonn und der Ludwig-Maximilians-Universität München (LMU) Chemie bzw. Medizin. 1974 wurde er an der Technischen Universität München sowie an der Universität Bonn in Chemie promoviert, 1979 erwarb er die ärztliche Approbation, 1985 habilitierte er sich in klinischer Biochemie. 1987 wurde er zum Professor für Klinische Biochemie an der LMU berufen, 1989 wechselte er auf eine Professur für Pathobiochemie an der Johannes Gutenberg-Universität Mainz. Seit 1999 lehrt er Biochemie an der GU. Seit 2000 war er dort Direktor des Instituts für Biochemie II und des Gustav-Embden-Zentrums für Biologische Chemie am Fachbereich Medizin und damit für biochemische Lehre und Forschung in der Vorklinik verantwortlich.

### Forschung
Müller-Esterl forscht zu molekularen Mechanismen, die das kardiovaskuläre System steuern, zur Stickstoffmonoxid-Signaltransduktion, zu G-Protein-gekoppelten Rezeptoren sowie zur Proteolyse von Prohormonen am Endothel.
2004 veröffentlichte er ein Lehrbuch der Biochemie, das 2018 in dritter Auflage erschien.

### Ämter und Mitgliedschaften
2006 wurde Müller-Esterl Sprecher des Exzellenzclusters „Makromolekulare Komplexe“, 2007 Vizepräsident für Forschung und 2009 als Nachfolger von Rudolf Steinberg Präsident der GU. Seine Nachfolgerin wurde zum 1. Januar 2015 Birgitta Wolff. Seit 2005 ist er Seniorprofessor am Fachbereich Medizin der GU.

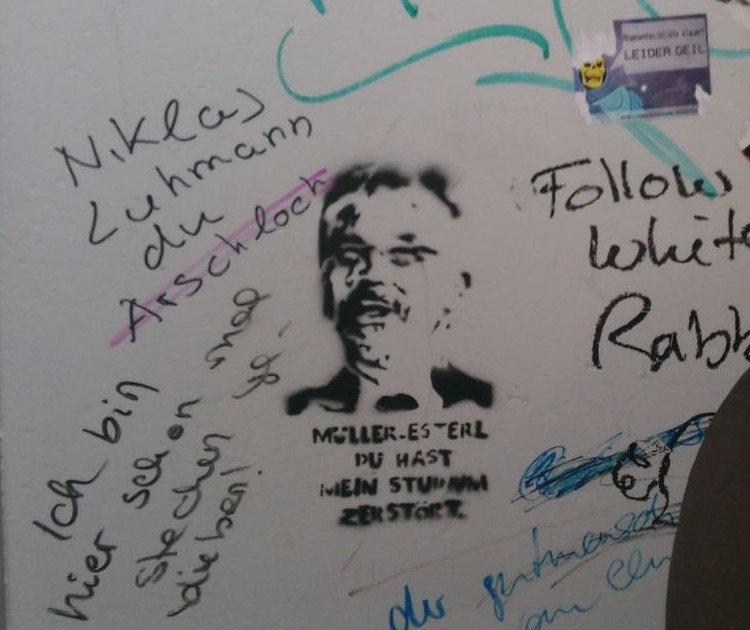
Stencil in einem Aufzug des AfE-Turms, das Müller-Esterls Rolle als Universitätspräsident in Form einer Anspielung auf einen Songtitel von Tocotronic kritisiert. Foto von 2014.

Er ist Kuratoriumsmitglied der Aventis Foundation.

### Privates
Müller-Esterl ist verheiratet und hat zwei Kinder.

## Veröffentlichungen
- Biochemie. Eine Einführung für Mediziner und Naturwissenschaftler, Berlin: Springer Spektrum 2018, 3., korrigierte Auflage.